# Molla d'ormeggio
La molla d'ormeggio è un corpo elastico che fissato ad una imbarcazione mediante una cima o catena protegge l'ormeggio dal moto ondoso e garantisce un maggior comfort a bordo. 
Può essere di vario materiale: acciaio, gomma, materiale termoplastico, ecc.
Lo stesso prodotto viene chiamato mollone o compensatore.